# برنارد جي. بيري
برنارد جي. بيري هو سياسي أمريكي، ولد في 3 يوليو 1913 في جيرسي سيتي في الولايات المتحدة، وتوفي بنفس المكان في 6 يناير 1963. نشط حزبياً في الحزب الديمقراطي.